# Serpent-vision

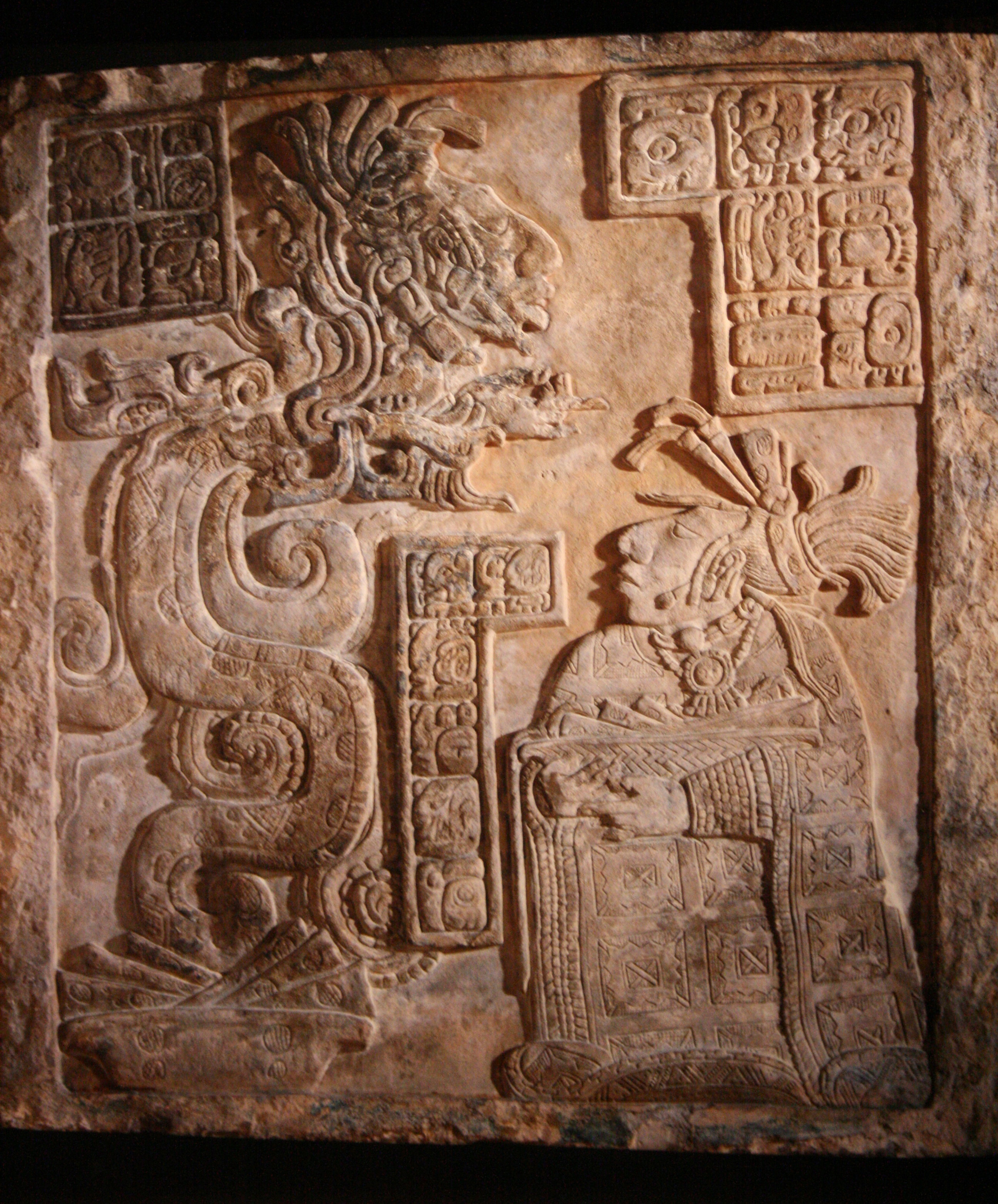
Stèle 15 de Yaxchilan: face à la Dame Wak Tuun, un serpent-vision jaillit d'un pot dans lequel brûle du papier imprégné de son sang ; de sa gueule émerge un guerrier.

Le serpent-vision est une importante créature de la mythologie maya qui avait pour fonction de relier le monde physique au monde surnaturel des esprits et des divinités : les Mayas croyaient que l'invocation du serpent-vision permettait, par l'autosacrifice, d'entrer en contact avec l'esprit des ancêtres.